# 河南街道 (珲春市)
河南街道，是中华人民共和国吉林省延边朝鲜族自治州珲春市下辖的一个乡镇级行政单位。 地處琿春市南部，東、南、西與英安鎮接壤，北與新安街道、靖和街道隔東大溝河相望，轄區總面積12平方千米。2021年11月18日，调整管辖范围。调整后，河南街道办事处西起三家子满族乡三家子村，东至英安镇八棵树村，北起库克纳河，南至珲春河，辖原河南街道的沿南、阳光、昌盛、居安、矿泉、永盛6个社区和原英安镇的新明、东关2个村。

## 行政区划
河南街道下辖以下地区：
矿泉社区、阳光社区、居安社区、永盛社区、沿南社区和昌盛社区。